# Diplolophium buchananii
Diplolophium buchananii är en flockblommig växtart som beskrevs av C.Norman. Diplolophium buchananii ingår i släktet Diplolophium och familjen flockblommiga växter. Utöver nominatformen finns också underarten D. b. swynnertonii.